# 右昌楊家古厝
22°42′46″N 120°17′17″E / 22.712892°N 120.288123°E
右昌楊家古厝，是位於臺灣高雄市楠梓區右昌的閩南式三合院，現為高雄市定古蹟。

## 歷史
右昌楊家在台灣清治時期以經營魚塭發跡。該屋的第二進（今第一進）的燕尾大厝可能是家族第一位武秀才、台灣府千總楊石寧的年代所興建。後來，楊腰為紀念兩位姪子楊雲峰、楊雲漢在光緒六年（1880年）袂科中武秀才，斥資增建第三進燕尾大厝，於光緒八年（1882年）年末落成，至此，楊家古厝大體完成。

## 建築設計
楊家祖厝建材為咾咕石、三合土、福州杉。三合院座落於西北向，正身中央為正廳，門額勒有紀念楊雲峰、楊雲漢的「兄弟同科」石匾，廳內牆壁上掛有紀念楊清溪的「高雄號」飛機機翼。兩側各有兩房。前後共為三進落，各落間不相連。每一落形皆為正身、聚左右伸手及左右龍，以及寬廣的內埕。左右伸手又各有兩房，護龍則隔成五房間。

## 外部連結
- 文化部文化資產局——楊家古厝（页面存档备份，存于）